# ゆかりがわ弓夜
ゆかりがわ 弓夜（ゆかりがわ ゆみや）は、日本の漫画家。女性。主に成年向け雑誌で活動している。「紫川弓夜」名義で活動していた時期もある。作風は、絵の線が細く女性向け漫画風のタッチである。

## 単行本リスト
- 『魔女の血脈』　エンジェル出版、2002年11月、ISBN 4-87306-155-5
- 『愛玩遊戯』　松文館、2004年8月、ISBN 4-7901-1320-5
- 『ぷりずむハート』　双葉社、2004年9月、ISBN 4575830151
- 『やわらかい檻』　モエールパブリッシング、2005年11月、ISBN 4-903028-35-6
- 『ブラックアウト - 溶けていくカラダ』　久保書店、2006年11月、ISBN 4-7659-0960-3
- 『残酷なくちづけ』　松文館、2007年5月、ISBN 978-4-7901-1935-7
- 『ふるえる螺旋』　久保書店、2007年9月、ISBN 978-4-7659-0983-9
- 『Prism Love 恋する放課後』　松文館、2008年05月、ISBN 978-4-7901-2115-2